# Джефф Ґуделл
Джефф Ґуделл (англ. Jeff Goodell) — американський письменник, автор семи науково-популярних книжок та довгочасний позаштатний автор журналу Rolling Stone. Праці Ґуделла знані завдяки зосередженості на питаннях енергетики та довкілля. Він є старшим науковим співробітником Атлантичної ради та стипендіатом Ґуґґенгайма 2020 року.

## Молодість та освіта
Джефф Ґуделл народився в Пало-Альто, Каліфорнія. Виріс у Саннівейлі та нетривалий час працював у Apple Computer на початку 1980-х років. 1984 року закінчив Каліфорнійський університет у Берклі, а потім допомагав редагувати Zyzzyva, літературний журнал у Сан-Франциско. Переїхав до Нью-Йорка та навчався в аспірантурі Колумбійського університету, де 1990 року здобув ступінь магістра образотворчих мистецтв.

## Кар'єра
Свою журналістську кар'єру Ґуделл розпочав у 7 Days, мангеттенському тижневику, засновником та редактором якого був Адамо Мосс. Він висвітлював теми поліції, злочинності, СНІДу та політики. 1990 року журнал «7 Days» здобув Національну премію журналу за загальні досягнення. Після кількох років роботи фрилансером, 1995 року Ґуделл став редактором-консультантом у журналі Rolling Stone. Відтоді він написав сотні статей для журналу, зокрема статті на обкладинки про кліматичну політику, Стіва Джобса та президента Барака Обаму.
Ґуделл опублікував сім книг, зокрема «Саннівейл» (2000) – особисті мемуари про дорослішання в Кремнієвій долині та розпад його родини; «Наша історія: 77 годин, що випробували нашу дружбу та віру» (2002) про порятунок дев'яти шахтарів, які 2002 року потрапили в пастку на шахті Квікрік у Пенсильванії, яка стала бестселером New York Times; та «Велике вугілля: брудна таємниця енергетичного майбутнього Америки» (2006), яку New York Times назвала «переконливим обвинуваченням однієї з найбільших, найпотужніших і найзастаріліших галузей промисловості країни... добре написаною, своєчасною та потужною».
2010 року він опублікував працю «Як охолодити планету: геоінженерія та зухвалий пошук виправлення клімату Землі про геоінженерію, глобальне потепління та пом’якшення наслідків зміни клімату. Книжка обговорює ідеї Кена Калдейри, Джеймса Лавлока, Девіда Кіта, Реймонда П'єрхамбера, Стівена Солтера та Ловелла Вуда, серед інших. 2011 року книжка «Як охолодити планету» отримала премію Грантема (нагороду за особливі заслуги).
2017 року він опублікував книжку «Вода прийде: підняття рівня моря, затоплення міст і перетворення цивілізованого світу», в якій описує відвідування місць, які можуть бути затоплені через підвищення рівня моря. Це була найкраща книжка 2017 року за версією критиків New York Times, а Washington Post обрала її як одну з 50 найкращих нехудожніх книжок 2017 року.
2023 року він опублікував книжку «Палюче тепло вб'є нас найперше: життя і смерть на розпеченій планеті». Вона стала бестселером New York Times, а NPR та The Economist обрали її як одну з найкращих книжок 2023 року.
Як коментатор з питань енергетики та клімату, Ґуделл виступав на NPR, MSNBC, CNN, CNBC, ABC, Fox News та шоу Опри Вінфрі.

## Нагороди та почесні відзнаки
- Премія Грантема 2011 року (нагорода за особливі заслуги)
- Премія Девіда Р. Бравера від Sierra Club за досягнення в екологічній журналістиці 2012 року[14]
- Авторська премія імені Луїса Дж. Баттана від Американського метеорологічного товариства 2020 року[15]
- Журналістська премія «Висвітлення клімату зараз» 2021 року[16]
- 2022 Нью-Йоркський пресклуб, «Стаття: наука, медицина й технології (національна категорія)» за матеріал «Смертоносний клімат» у журналі Rolling Stone[17]

## Стипендії
- Національний стипендіат «Нової Америки» 2016-2017 рр.[18]
- Старший науковий співробітник Атлантичної ради 2020 року[19]
- Стипендіат Ґуґґенгайма 2020 року[20]

## Твори
Книжки
- Кіберзлодій і самурай: Правдива історія Кевіна Мітніка та людини, яка його вистежила (1996) ISBN 978-0-440-22205-7
- Саннівейл: Злет і падіння родини з Кремнієвої долини (2000) ISBN 978-0-679-77638-3
- Наша історія: 77 годин, що випробували нашу дружбу та віру (2002) ISBN 978-1-4013-0055-5
- Велике вугілля: брудний секрет енергетичного майбутнього Америки (2006) ISBN 978-0-618-87224-4
- Як охолодити планету: геоінженерія та зухвале прагнення виправити клімат Землі (2010) ISBN 978-0-618-99061-0
- Вода прийде: Підняття рівня моря, затоплення міст та перетворення цивілізованого світу (2017) ISBN 978-0-316-26024-4
- Палюче тепло вб'є нас найперше: Життя і смерть на розпеченій планеті (2023) ISBN 978-0316497572

Антології
- Найкращі бізнес-статті 2012 року (Columbia Journalism Review Books, 2012) ISBN 0231160739
- Найкраща американська наукова робота 2012 року (Ecco, 2012) ISBN 0062117912
- Найкращі американські наукові та природничі статті 2022 року (Mariner, 2022) ISBN 9780358615293

Аудіокниги
- Велике танення: подорож до льодовика Судного дня в Антарктиді

## Переклад українською
2024 року у видавництві «Бородатий Тамарин» вийшов український переклад книжки Палюче тепло вб'є нас найперше: Життя і смерть на розпеченій планеті. Перекладачка — Наталія Яцюк.